# 63498 Whitehead
63498 Whitehead è un asteroide della fascia principale. Scoperto nel 2001, presenta un'orbita caratterizzata da un semiasse maggiore pari a 3,156552 UA e da un'eccentricità di 0,074038, inclinata di 14,910716° rispetto all'eclittica. Ha un diametro di 8,495 km.